# Cyberware
Cyberware — кибернетическое улучшение, неологизм, состоящий из -сyber (англ. кибернетический, от древнегреч. kybernetiké téchne, «искусство управления») и -ware (англ. изделие). Термин был придуман для научно-фантастического романа Нейромант, создателем киберпанка Уильямом Гибсоном. Cyberware рассматриваются с двух разных углов: интерфейсы или протезирование. В кругах научной фантастики, общеизвестно, что аппаратные или машинные части имплантированы в тело человека и действуют как интерфейс между центральной нервной системой (ЦНС) и компьютером или протезами, подключенными непосредственно к ЦНС. Cyberware в основном относится к вымышленным имплантатам, которые используются для объединения людей и машин — киборгов. По сравнению с трансгенными организмами в утопической литературе, имплантаты часто выходят далеко за рамки восстановительной функции протеза и расширяют организм человека дополнительными функциями. В разговорной и в специальной литературе этот термин практически не используется. Существующие имплантаты для восстановления нарушенных нервных функций называются нейропротезами.

## Интерфейсы(«Headware»)

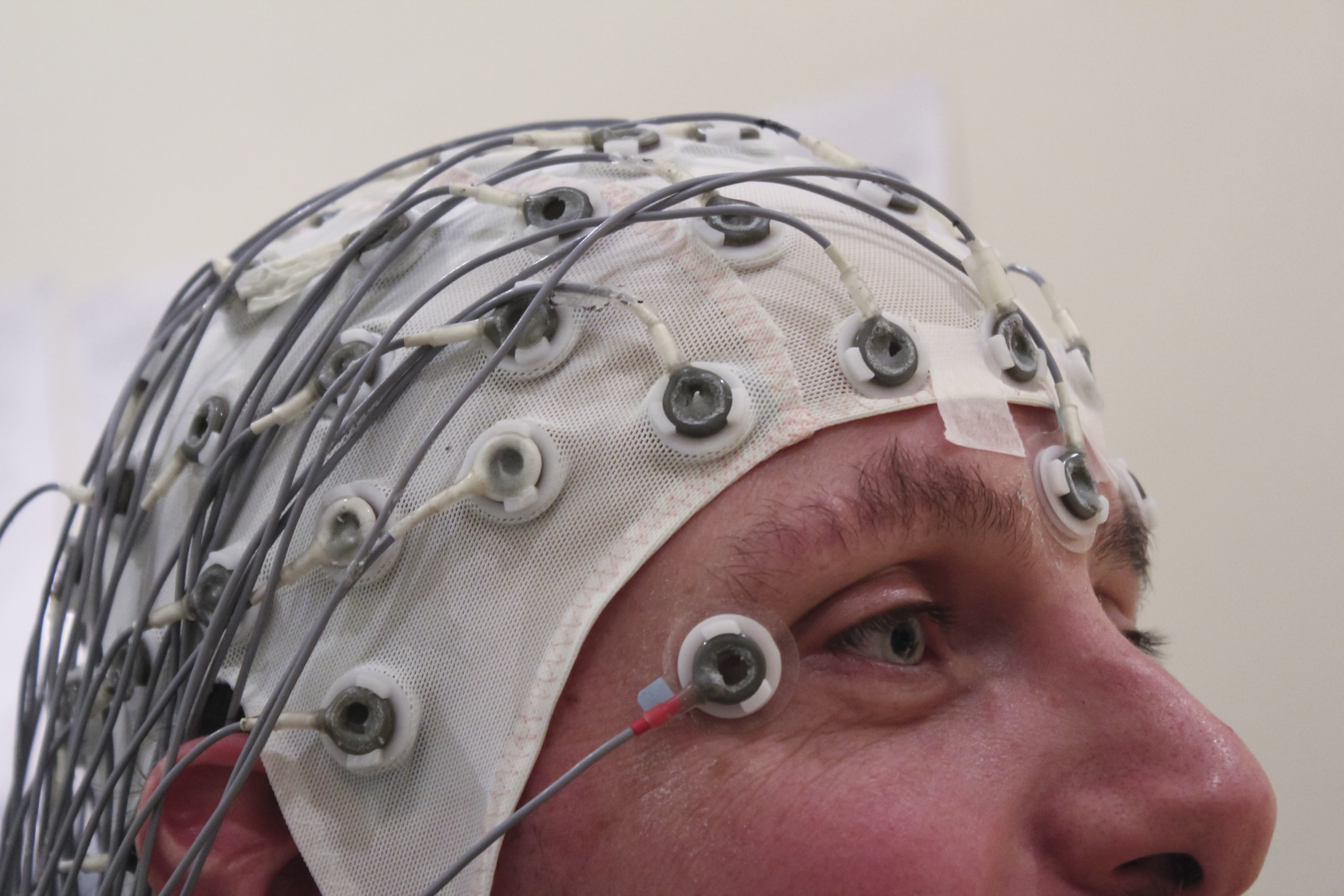
ЭЭГ-шлем»

Первый способ это соединение напрямую  с мозгом. Интерфейс мозг-компьютер, является популярным и широко используется в художественных произведениях (в таких как  Джонни-мнемоник, мультфильм Эхо-взвод и Матрица (фильм)). Это наиболее сложный объект для реализации, но он является наиболее важным с точки зрения взаимодействия непосредственно с мозгом. В научной фантастике предусматривается разъем для передачи данных Аппаратный порт для мозга. Его работа - переводить мысли в нечто читаемое для компьютера и переводить что-то из компьютера в мысли людей. Однажды усовершенствованный, он позволит прямую связь между компьютерами и человеческим разумом.
По этическим причинам тестирование технологии, обычно проводятся на животных или срезах мозговой ткани донорского мозга. Основные исследования посвящены мониторингу электрических импульсов, регистрации и трансляции множества различных электрических сигналов, которые передает мозг. Ряд компаний работают над тем, что по сути является «Handsfree» - это  оборудование, которое можно использовать без использования рук (например, с распознаванием голоса). Эта технология использует эти сигналы мозга для управления функциями компьютера. Эти интерфейсы иногда называют 'интерфейс мозг-компьютер' '(НКИ).

## Протезирование("Bodyware")

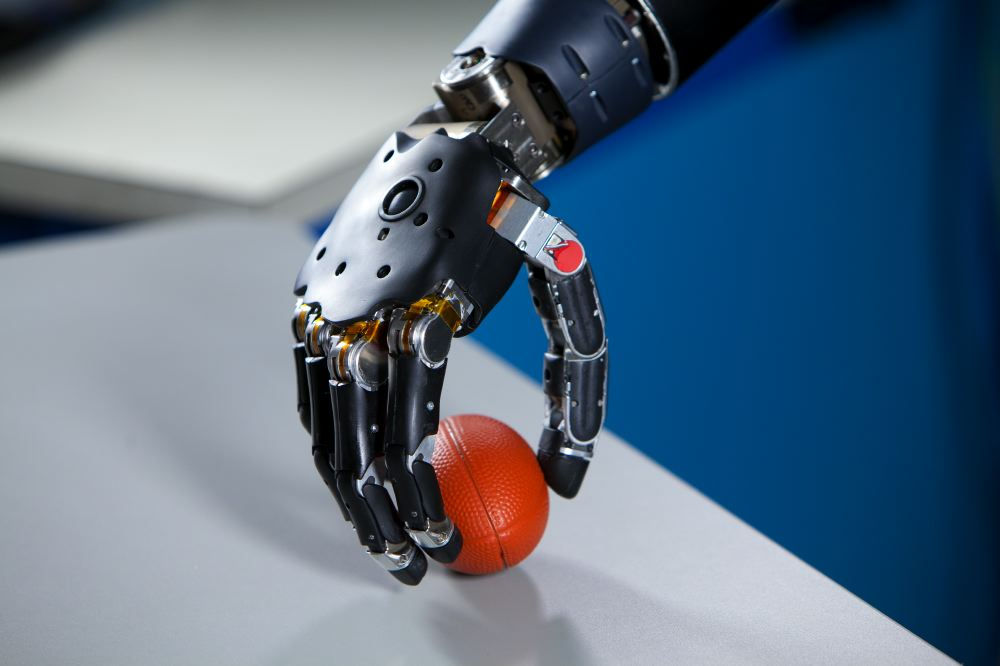
Управляемый мозгом протез руки

Вторая разновидность Cyberware является более традиционной областью - протезированием. Современные протезы пытаются имитировать естественный функционал и внешний вид. Были проведены эксперименты, в которых микропроцессор, способный контролировать движения искусственной конечности, прикреплены к разорванному нервному - окончанию больного. В процессе пациента учат, как управлять протезом, пытаясь научиться двигать им, как будто это естественная конечность.
Пересечение между протезированием и интерфейсами - это те части оборудования, которые пытаются заменить потерянные нервные окончания. Ранним успехом в этой области является «кохлеарный имплантат». Крошечное устройство, вставленное в внутреннее ухо, оно заменяет функциональность поврежденных или отсутствующих волосковых клеток (клетки, которые при стимуляции создают ощущение звука). Это устройство относится к области протезирования, но проводятся эксперименты по подключению человеческого мозга. В сочетании с речевым процессом это может стать прямой связью с речевыми центрами мозга.

## Примеры сyberware в культуре
Интерфейсы между мозгом и машиной, называемые интерфейс «мозг-компьютер» или просто «нейроинтерфейс», основное внимание здесь уделяется прямой связи между мозгом и компьютером с целью возможности управления процессами в машине.
Такие интерфейсы известны, например, из фильма «Матрица», в котором также обсуждается нейроэтический компонент управления мыслями с помощью компьютера.
Cyberware обеспечит управление протезом и встроит сенсорную систему, связанную с помощью нервов и нейронных сетей. В дополнение к простой замене части тела, рассматривается невообразимый диапазон улучшений и расширений, такие как дополнение зрения сканерами (Терминатор, Борг) и создание дополнительных конечностей (Доктор Осьминог в Spider-Man 2).